# Gran Premio de España de Motociclismo de 1991
El Gran Premio de España de Motociclismo de 1991 fue la cuarta prueba de la temporada 1991 del Campeonato Mundial de Motociclismo. El Gran Premio se disputó el 12 de mayo de 1991 en el Circuito de Jerez.

## Resultados 500cc
La carrera de 500cc fue ganada por Mick Doohan. El piloto del equipo Rothmans Honda consiguió su primera victoria de la temporada después de tres segundos puestos en las primeras tres carreras del calendario. Para el australiano, es el segundo triunfo de su carrera en la máxima ciclindrada. En segundo lugar, llega John Kocinski, que ganó su primer podio de su palmarés en 500. El piloto estadounidense del Marlboro Team Roberts había logrado podios y victorias sólo en 250. Wayne Rainey, ganador de las últimas dos carreras antes de este Gran Premio, no va más allá en tercer lugar, a pesar de haber logrado la pole position y la vuelta rápida. El español Juan Garriga hace historia al ser el primer piloto de esta nacionalidad que termina en cuarto lugar en un Gran Premio de 500 cc.
Con estos 20 puntos, Doohan se coloca en cabeza de la clasificación con 71 puntos, seguido por Rainey con 70, y Kevin Schwantz, que sigue en tercerlugar con 46 puntos.
No están presentes en este Gran Premio dos pilotos, Alex Barros y Sito Pons, lesionados durante las pruebas privadas. Ambos no son reemplazados por sus respectivos equipos. El incidente de Pons, que sufre una dislocación del hombro derecho, es particularmente grave.
| Pos.              | Piloto               | Equipo                 | Moto   | Tiempo     | Pts. |
| ----------------- | -------------------- | ---------------------- | ------ | ---------- | ---- |
| 1                 | Mick Doohan          | Rothmans Honda Team    | Honda  | 52:42.650  | 20   |
| 2                 | John Kocinski        | Marlboro Team Roberts  | Yamaha | +9.920     | 17   |
| 3                 | Wayne Rainey         | Marlboro Team Roberts  | Yamaha | +13.463    | 15   |
| 4                 | Juan Garriga         | Ducados Yamaha         | Yamaha | +34.955    | 13   |
| 5                 | Jean-Philippe Ruggia | Sonauto Yamaha Mobil 1 | Yamaha | +39.276    | 11   |
| 6                 | Eddie Lawson         | Cagiva Corse           | Cagiva | +46.684    | 10   |
| 7                 | Wayne Gardner        | Rothmans Honda Team    | Honda  | +53.944    | 9    |
| 8                 | Didier de Radiguès   | Lucky Strike Suzuki    | Suzuki | +55.155    | 8    |
| 9                 | Adrien Morillas      | Sonauto Yamaha Mobil 1 | Yamaha | +1:11.117  | 7    |
| 10                | Doug Chandler        | Roberts B Team         | Yamaha | +1:31.628  | 6    |
| 11                | Eddie Laycock        | Millar Racing          | Yamaha | +1 Vuelta  | 5    |
| 12                | Marco Papa           | Team Marco Papa        | Honda  | +1 Vuelta  | 4    |
| 13                | Cees Doorakkers      | HEK-Baumachines        | Honda  | +1 Vuelta  | 3    |
| 14                | Hans Becker          | Team Romero Racing     | Yamaha | +2 Vueltas | 2    |
| 15                | Michael Rudroff      | Rallye Sport           | Honda  | +2 Vueltas | 1    |
| Ret               | Kevin Schwantz       | Lucky Strike Suzuki    | Suzuki | Ret        |      |
| Ret               | Niggi Schmassman     | Schmassman Technotron  | Honda  | Ret        |      |
| DNQ               | Helmut Schutz        | Rallye Sport           | Honda  | DNQ        |      |
| DNQ               | Martin Trosch        | MT Racing              | Honda  | DNQ        |      |
| DNQ               | Andreas Leuthe       | Librenti Corse         | Suzuki | DNQ        |      |
| [ 3 ] [ 4 ] [ 5 ] |                      |                        |        |            |      |

## Resultados 250cc
Helmut Bradl gana la carrera de 250. El piloto alemán, que también consiguió la pole position y la vuelta rápida de la carrera, completa el primer éxito de su carrera en el Mundial de motociclismo. Segundo en llegar a meta fue Luca Cadalora, que interrumpe su racha personal de tres victorias consecutivas en las primeras tres carreras de la temporada. Concluye en tercer lugar Loris Reggiani, segundo en el podio de la temporada para el italiano Aprilia. La clasificación en la general de pilotos tiene a Cadalora en primera posición con 77 puntos, Carlos Cardús segundo con 55 puntos (el español cierra sexto este Gran Premio) mientras que Bradl asciende al tercer puesto con 54 puntos.
| Pos.  | Piloto                    | Moto     | Tiempo    | Pts. |
| ----- | ------------------------- | -------- | --------- | ---- |
| 1     | Helmut Bradl              | Honda    | 44:22.222 | 20   |
| 2     | Luca Cadalora             | Honda    | +0.451    | 17   |
| 3     | Loris Reggiani            | Aprilia  | +4.156    | 15   |
| 4     | Masahiro Shimizu          | Honda    | +6.285    | 13   |
| 5     | Pierfrancesco Chili       | Aprilia  | +6.793    | 11   |
| 6     | Carlos Cardús             | Honda    | +8.186    | 10   |
| 7     | Jochen Schmid             | Honda    | +37.638   | 9    |
| 8     | Martin Wimmer             | Suzuki   | +41.905   | 8    |
| 9     | Doriano Romboni           | Honda    | +46.974   | 7    |
| 10    | Alberto Puig              | Yamaha   | +49.647   | 6    |
| 11    | Carlos Lavado             | Yamaha   | +1:04.453 | 5    |
| 12    | Jean-Pierre Jeandat       | Honda    | +1:11.980 | 4    |
| 13    | Leon van der Heyden       | Honda    | +1:14.709 | 3    |
| 14    | Patrick van den Goorbergh | Yamaha   | +1:17.124 | 2    |
| 15    | Urs Jücker                | Yamaha   | +1:25.505 | 1    |
| 16    | Jaime Mariano             | Aprilia  | +1:38.203 |      |
| 17    | Bernard Hänggeli          | Aprilia  | +1:39.797 |      |
| 18    | Ian Newton                | Yamaha   | +1 Vuelta |      |
| 19    | Fausto Ricci              | Yamaha   | +1 Vuelta |      |
| 20    | Jean Foray                | Yamaha   | +1 Vuelta |      |
| Ret   | Erkka Korpiaho            | Aprilia  | Ret       |      |
| Ret   | Renzo Colleoni            | Aprilia  | Ret       |      |
| Ret   | Paolo Casoli              | Yamaha   | Ret       |      |
| Ret   | Corrado Catalano          | Honda    | Ret       |      |
| Ret   | Àlex Crivillé             | JJ Cobas | Ret       |      |
| Ret   | Andreas Preining          | Aprilia  | Ret       |      |
| Ret   | Frédéric Protat           | Aprilia  | Ret       |      |
| Ret   | Kevin Mitchell            | Yamaha   | Ret       |      |
| Ret   | Marcellino Lucchi         | Aprilia  | Ret       |      |
| Ret   | Wilco Zeelenberg          | Honda    | Ret       |      |
| Ret   | Dominique Sarron          | Yamaha   | Ret       |      |
| Ret   | Harald Eckl               | Aprilia  | Ret       |      |
| DNS   | Stefan Prein              | Honda    | DNS       |      |
| [ 7 ] |                           |          |           |      |

## Resultados 125cc
En 125,, el ganador fue Noboru Ueda. El piloto japonés, también propietario de la pole position, suma la segunda victoria en el campeonato en tres carreras (el 125 no compitió en el Gran Premio de Estados Unidos). Tremenda decepción para el italiano Ezio Gianola (autor de la vuelta rápida de la carrera), quien con su Derbi lidera la carrera hasta dos vueltas del final pero que se tiene que retirar por problemas mecánicos. Los dos pilotos del equipo AGV-Pileri Corse completan el podio, con Fausto Gresini segundo y Loris Capirossi tercero. Al final de esta carrera, las posiciones de la general dejan a Ueda líder en solitario con 55 puntos, Gresini segundo con 51, mientras que Capirossi cae al tercer lugar con 50 puntos.
| Pos.  | Piloto               | Moto      | Tiempo    | Pts. |
| ----- | -------------------- | --------- | --------- | ---- |
| 1     | Noboru Ueda          | Honda     | 42:23.780 | 20   |
| 2     | Fausto Gresini       | Honda     | +0.987    | 17   |
| 3     | Loris Capirossi      | Honda     | +15.199   | 15   |
| 4     | Gabriele Debbia      | Aprilia   | +15.440   | 13   |
| 5     | Jorge Martínez Aspar | JJ Cobas  | +15.860   | 11   |
| 6     | Bruno Casanova       | Honda     | +23.815   | 10   |
| 7     | Ralf Waldmann        | Honda     | +27.403   | 9    |
| 8     | Hans Spaan           | Honda     | +36.338   | 8    |
| 9     | Dirk Raudies         | Honda     | +36.422   | 7    |
| 10    | Manuel Herreros      | JJ Cobas  | +48.602   | 6    |
| 11    | Hisashi Unemoto      | Honda     | +53.170   | 5    |
| 12    | Herri Torrontegui    | JJ Cobas  | +53.521   | 4    |
| 13    | Adolf Stadler        | JJ Cobas  | +53.845   | 3    |
| 14    | Julián Miralles      | JJ Cobas  | +54.021   | 2    |
| 15    | Luis Álvaro          | Derbi     | +54.883   | 1    |
| 16    | Alessandro Gramigni  | Aprilia   | +54.930   |      |
| 17    | Peter Öttl           | Rotax     | +58.183   |      |
| 18    | Steve Patrickson     | Honda     | +59.052   |      |
| 19    | Arie Molenaar        | Honda     | +1:03.016 |      |
| 20    | Ian McConnachie      | Honda     | +1:04.666 |      |
| 21    | Nobuyuki Wakai       | Honda     | +1:05.208 |      |
| 22    | Robin Appleyard      | Honda     | +1:12.692 |      |
| 23    | Manuel Hernández     | Honda     | +1:18.821 |      |
| 24    | Alain Bronec         | Honda     | +1:21.511 |      |
| 25    | Javier Debón         | JJ Cobas  | +1:26.182 |      |
| 26    | Jos van Dongen       | Honda     | +1:29.294 |      |
| 27    | Peter Galvin         | Honda     | +1 Vuelta |      |
| Ret   | Ezio Gianola         | Derbi     | Ret       |      |
| Ret   | Emilio Cuppini       | Gazzaniga | Ret       |      |
| Ret   | Thierry Feuz         | Honda     | Ret       |      |
| Ret   | Heinz Lüthi          | Honda     | Ret       |      |
| Ret   | Koji Takada          | Honda     | Ret       |      |
| Ret   | Alfred Waibel        | Honda     | Ret       |      |
| Ret   | Gimmi Bosio          | Honda     | Ret       |      |
| Ret   | Kazuto Sakata        | Honda     | Ret       |      |
| Ret   | Maurizio Vitali      | Gazzaniga | Ret       |      |
| DNS   | Serafino Foti        | Honda     | DNS       |      |
| DNQ   | Stefan Bragger       | Honda     | DNQ       |      |
| DNQ   | Hans Koopman         | Honda     | DNQ       |      |
| DNQ   | Kinya Wada           | Honda     | DNQ       |      |
| DNQ   | Alan Patterson       | Honda     | DNQ       |      |
| DNQ   | Stefan Kurfiss       | Honda     | DNQ       |      |
| DNQ   | Hubert Abold         | Honda     | DNQ       |      |
| DNQ   | Wolfgang Fritz       | Honda     | DNQ       |      |
| DNQ   | René Dünki           | Honda     | DNQ       |      |
| DNQ   | Taru Rinne           | Honda     | DNQ       |      |
| DNQ   | Phillip Unhola       | Honda     | DNQ       |      |
| [ 7 ] |                      |           |           |      |